# Denis Diderot
Denis Diderot (francês: [dəni didʁo]) (Langres, 5 de outubro de 1713 – Paris, 31 de julho de 1784) foi um filósofo e escritor francês. Notável durante o iluminismo, é conhecido por ter sido o cofundador, editor chefe e contribuidor da Encyclopédie, junto com Jean le Rond d'Alembert.

## Biografia
Denis Diderot nasceu na Champanha e começou sua educação formal no Colégio Jesuíta de Langres. Seus pais eram Didier Diderot (1685–1759), um cuteleiro, e sua esposa Angélique Vigneron (1677–1748). Três dos cinco irmãos de Diderot chegaram à idade adulta, Denise Diderot (1715–1797), Pierre-Didier Diderot (1722–1787) e Angélique Diderot (1720–1749).
Diderot ingressou no colégio jesuíta de Langres em 1723 (data mais provável). O ensino fornecido pelos jesuítas, que detinham o monopólio da educação secundária na França de então, enfatizava o ensino das línguas clássicas (grego e latim) e uma atenção rigorosa às orações católicas, o que visava a atenuar a influência humanista e secular. Diderot foi um aluno muito perspicaz e recebeu até mesmo algumas menções honrosas e premiações em virtude de seu excelente desempenho escolar.
Em 1726, o bispo de Langres concede, a Diderot, a tonsura. Tudo indicava que o jovem Denis seguiria uma carreira eclesiástica. A família de Diderot esperava que ele herdasse a prebenda de seu tio, o cônego Didier Vigneron. Contudo, por uma série de infortúnios (o testamento em que o tio legava a prebenda ao sobrinho se tornou inválido porque só chegou a Roma após a morte de seu autor), Diderot não recebeu o benefício esperado, embora recebesse a alcunha de abade ("abbé") por parte de seus concidadãos.
Por motivos ainda não inteiramente esclarecidos, em 1728, aos dezesseis anos, Diderot parte para Paris e passa a frequentar o colégio de Harcourt (Liceu Saint-Louis). Em 1732, recebe o grau de mestre em artes na Universidade de Paris. Pouco se sabe sobre os primeiros anos de Diderot em Paris. Sabe-se que considerou a possibilidade de estudar direito, que sua conduta foi motivo de preocupação para seu pai e que passou por dificuldades financeiras.
Diderot iniciou sua carreira como tradutor. Em 1743, ele traduz a Grecian History, de Temple Stanyan. É, contudo, a tradução de An inquiry concerning virtue or merit, de Ashley-Cooper, 3º Conde de Shaftesbury, sob o título Essai sur le mérit et la vertu, publicado em 1745, que Diderot se torna um pouco mais conhecido. A primeira peça relevante da sua carreira literária é Lettres sur les aveugles a l'usage de ceux qui voient (Cartas sobre os cegos para uso por aqueles que veem), em que sintetiza a evolução do seu pensamento desde o deísmo até ao cepticismo e o materialismo ateu, e tal obra culminou em sua prisão. Sua obra-prima é a edição da Encyclopédie (1750–1772) ou Dictionnaire raisonné des sciences, des arts et des métiers (Dicionário razoado das ciências, artes e ofícios), onde buscou reportar todo o conhecimento que a humanidade havia produzido até sua época. Demorou 21 anos para ser editada, e é composta por 28 volumes. Mesmo que, na época, o número de pessoas que sabia ler fosse pouco, ela foi vendida com sucesso. Denis conseguiu uma fortuna. Deu continuidade com empenho e entusiasmo apesar de alguma oposição da Igreja Católica e dos poderes estabelecidos. Escreveu também algumas outras peças teatrais de pouco êxito. Destacou-se particularmente nos romances, nos quais segue as normas dos humoristas ingleses, em especial de Sterne: A Religiosa, O Sobrinho de Rameau, Jacques, o fatalista e seu mestre. Escreveu vários artigos de crítica de arte.
Foi um dos primeiros autores que fizeram da literatura um ofício, mas sem esquecer jamais que era um filósofo. Preocupava-se sempre com a natureza do homem, a sua condição, os seus problemas morais e o sentido do destino. Admirador entusiasta da vida em todas as suas manifestações, Diderot não reduziu a moral e a estética à fisiologia, mas situou-as num contexto humano total, tanto emocional como racional. Diderot é considerado por muitos um precursor da filosofia anarquista. Alguns estudiosos acreditam que, sob inspiração de sua obra "A Religiosa", barbáries foram praticadas contra religiosos e freiras na Revolução Francesa de 1789 com o deturpado intuito de "protegê-los" contra os crimes praticados pela Santa Sé. Há, ainda, um suposto dossiê encontrado por Georges May em 1954, que mostra a obra "A religiosa" como pura ficção e não um retrato da realidade.
Morreu em 31 de julho de 1784 e encontra-se sepultado no Panteão de Paris, na França.

## Diderot na cultura popular
Existe uma anedota de um fato que nunca aconteceu sobre Euler e Diderot, quando este estava em São Petersburgo influenciando a corte russa com seu ateísmo, e Euler foi chamado a intervir. Euler teria uma prova matemática da existência de Deus, e teria dito "senhor, {\displaystyle {\frac {a+b^{n}}{n}}=x}, então Deus existe. Responda!" Diderot não teria conseguido responder, e teria se retirado humilhado sob os risos da corte. Esta anedota é completamente falsa.

## Colóquio entre a Marechala e Diderot, ou Diálogo do Crente (Marechala) com o não Crente (Thomas Crudeli/filósofo)
O Colóquio (diálogo), foi escrito provavelmente no ano de 1774. Ele acontece entre Crudele, nome fictício adotado por Diderot, e a Marechala, segundo a edição da Bibliothèque de la Pléiade (embora a edição de P. Verniere (Garnier) e a de Laurent Vernine (Éditions Robert Laffont) o substitua por Diderot).
Formulações filosóficas sobre a moral (bem/mal) no ser humano são construídas por Diderot nesse diálogo, com a plasticidade de sua linguagem e a representatividade das suas personagens e armações ficcionais. A narrativa visa a que o leitor, faça uma análise filosófica profunda sobre a questão acima citada. O bem e o mal no ser humano (uma questão moral), não estão ligados diretamente a ser ou não ser religioso, diz o filósofo para a Marechala, fato este contestado por ela. Mas, ao longo do diálogo, Crudele (Diderot-filósofo), adotará um método de análise da questão, onde a Marechala irá compreender o ponto de vista e a análise do filósofo, e ela com isso também estará fazendo uma abordagem filosófica.
A Marechala, seria a esposa de Victor François, Duque de Broglie e Marechal da França (1718–1804). O colóquio sobre a questão do bem e do mal no ser humano no crente e não crente teria então ocorrido em Paris no ano de 1771.
A Marechala é uma cristã católica e devota, que crê que o bem está relacionado aos fundamentos religiosos e o mal aos que não seguem uma religião. Já o filósofo Crudele (Diderot), não relaciona essas questões morais ao fato de ser ou não ser religioso. Para Crudele, ser bom ou ser mal é uma questão moral e individual.
O indivíduo não necessita ser um religioso para praticar o bem, mas sim ter uma conduta correta. Diz Crudele, "Não pensais que se possa ter nascido tão afortunadamente, que se encontre grande prazer em praticar o bem?". A Marechala, por sua vez, tenta persuadi-lo ao contrário, pois, segundo sua concepção, é por temor do castigo de Deus, que devemos ter uma boa conduta moral, praticar o bem para esperar alcançar as delícias divinas, ficar longe dos vícios. Já os incrédulos não terão salvação e sim a danação eterna, quando morrerem.
Mas, aos poucos, Crudele, vai alargando suas convicções, e se convencendo que não é necessário que o ser humano tenha alguma crença divina para ser bom.
Marechala – "O mal há de ser o que apresenta mais inconveniente do que vantagens; e o bem, ao contrário, o que apresenta mais vantagens do que inconvenientes".
Crudele (Diderot), chama a atenção da Marechala, pois o que ela está fazendo é filosofia ao debater sobre esta questão, o que a surpreende positivamente. Também aponta como os religiosos são intolerantes por não compartilhar o seu entendimento com os pagãos, e até mesmo entre os seus, e que isso tem repercussões "funestas". Com a intolerância religiosa, muitas pessoas padeceram ao longo dos séculos. A Marechala concorda com Crudele em relação a essa análise.
Crudele critica as instituições monásticas e os cristãos pela maneira como se comportam, sendo individualistas e intolerantes e não obedecendo o Evangelho que dizem seguir. São proselitistas, não obedecendo as regras de conduta moral estabelecidas pela religião cristã, o que não deveria acontecer com quem se diz religioso e cristão.
Embora admire a conduta cristã da Marechala e de seu esposo, "Do fato de ser impossível sujeitar um povo a uma regra que convém apenas a alguns homens melancólicos, que a calcam sobre seus próprios caracteres". (...) "Mas, Senhora Marechala, acaso existem cristãos? Eu nunca os vi". "A religião é como o casamento. O casamento que constitui a desgraça de tantos outros, constitui a felicidade e a do Marechal (...) a religião que fez e fará tantos malvados", não deixa de criticar aos que fazem má conduta, aos que agem com hipocrisia.
O filósofo (Diderot) permite que cada um pense de uma determinada maneira, não crê em superstições nem que vêm de fora nem de dentro das religiões, tem o compromisso com a verdade, repugna o mal provocado tanto pelos religiosos quanto pelos não religiosos, alimenta a esperança do bem comum e não se oculta na vaidade. Teve o intuito de provocar reflexão na Marechala, em busca de aumentar seu conhecimento, o que a levou a reflexões profundas sobre a questão do bem e do mal no ser humano.